# Ligne 1 des navettes fluviales de Lyon
La ligne 1 du Navigône de Lyon, plus simplement nommée NAVI1, est une ligne de navette fluviale de la Métropole de Lyon exploitée par RATP Dev Lyon et inaugurée le 18 juin 2025 entre les stations Vaise - Industrie et Confluence.

## Histoire

### La ligne NAVI 1
Cette nouvelle ligne est exploitée sous forme d'un service reliant la Darse nautique dans le quartier de la Confluence à Vaise dans le 9e arrondissement en empruntant la Saône.
En dehors des périodes de week-end ou de vacances scolaires, le terminus est effectué à la station Terrasses Presqu'île.
L'inauguration a eu lieu le 18 juin 2025.

## Tracé et stations

### Liste des stations
En commençant par le terminus nord de la ligne :
|  |   |  | Station              | Communes desservies | Correspondances                                                                            |
|  | - |  | -------------------- | ------------------- | ------------------------------------------------------------------------------------------ |
|  | ■ |  | Vaise - Industrie    | Lyon 8e             |                                                                                            |
|  | • |  | Subsistances         | Lyon 1er            | Ligne oui · Ligne C14                                                                      |
|  | • |  | Terrasses Presqu'île | Lyon 2e             | Ligne oui · Ligne MA · Ligne MD · Ligne oui · Ligne C3 · Ligne C13 · Ligne C14 · Ligne C18 |
|  | ■ |  | Confluence           | Lyon 2e             | Ligne oui · Ligne T1 · Ligne T2                                                            |

Les stations sont au nombre de 4 :
- Station Vaise - Industrie : terminus nord de la ligne. Située sur la rive droite de la Saône dans le 9e arrondissement de Lyon en amont du pont Schuman, elle dessert le quartier de Vaise et la zone d'activités de l'Industrie.
- Station Subsistances : située sur la rive gauche de la Saône dans le 1er arrondissement, elle dessert le musée éponyme, l’École nationale supérieure des beaux-arts de Lyon et le Conseil d'Architecture, d'Urbanisme et d'Environnement de Lyon.
- Station Terrasses Presqu'île : terminus partiel sud de la ligne. Située sur la rive gauche de la Saône dans le 2e arrondissement, elle dessert le Palais de Justice et le théâtre des Célestins.
- Station Confluence : terminus sud de la ligne. Située sur la rive gauche de la Saône, à l'entrée de la darse nautique et à proximité immédiate du port de plaisance, elle dessert l'Hôtel de Région, le centre commercial et la Chambre des métiers et de l'Artisanat.

La station Subsistances est provisoire. En effet, l'autorité organisatrice SYTRAL Mobilités a annoncé que la station définitive serait nommée Quai Saint-Vincent et serait située plus en aval, à proximité de la passerelle Saint-Vincent et de la gare Saint-Paul.

## Exploitation de la ligne

### Temps de parcours et fréquences
La fréquence de la ligne est de 30 minutes en heures de pointe et 60 minutes en heures creuses du lundi au vendredi. Elle a une fréquence de 60 minutes le week-end. Les premiers bateaux partent à 7h des stations Vaise -Industrie et Terrasses Presqu'île (Confluence le week-end). Les derniers partent à 21h de chaque terminus.
La ligne NAVI 1 relie Vaise à la Presqu'île en 23 minutes et Confluence en 40 minutes.

### Matériel navigant

#### Matériel actuel
La création de la ligne a donné lieu à une commande de matériel roulant spécifique. Toutefois, ce nouveau matériel n'a pas été achevé et livré pour l'inauguration. La ligne est donc exploitée au moyen de deux navires thermiques en attendant la livraison des navires électriques. Ce redéploiement de navires thermiques a été permis par la fin du service de navette Vaporetto.
A l'heure actuelle, trois bateaux sont affectés à la ligne :
- Le Vaporetto, avec une utilisation régulière ;
- Le Lui, avec une utilisation régulière ;
- La Mouche, en réserve

### Ateliers
Les bateaux de la ligne sont remisés au port de la Confluence situé dans la Darse nautique du quartier.

### Tarification et financement
La tarification TCL est appliquée sur cette ligne.